# Christian Georg Hornbostel
Christian Georg Hornbostel (* 15. Mai 1778 in Wien; † 6. Juni 1841 ebenda) war ein österreichischer Textilfabrikant und erfand im Jahr 1815 den mechanischen Seidenwebstuhl.

## Leben
Christian Georg Hornbostel wurde 1778 in Wien geboren. Nach dem Tod seines Vaters Christian Gottlieb Hornbostel übernahm er die Leitung der familieneigenen Textilfabrik in der Wiener Vorstadt Gumpendorf. Die Firma erzeugte Mode-, Möbel- und Tapetenstoffe. Von 1822 bis 1827 besaß er das Privileg für die Erzeugung des feinen Seidenstoffes Crêpe de Chine.
1816 errichtete er eine Fabrik im niederösterreichischen Leobersdorf. Um die Produktion zu steigern und auch komplizierte Jacquardmuster weben zu können, erfand Hornborstel mit dem Pottendorfer Fabrikanten Johann Thornton 1815 einen mechanischen Webstuhl, der mit Wasserkraft angetrieben wurde. 1824 waren bereits 30 von Wasser betriebene „selbstwebende Stühle“ in Betrieb. Zusätzlich betrieb Hornbostel in Leobersdorf zwei Mühlen und eine Baumwollspinnerei, in der acht Feinspinnmaschinen das Garn für die eigenen Webereien herstellten.
Hornbostel war Mitbegründer der Oesterreichischen Nationalbank.

### Familie
Er war seit 1804 mit Auguste Friederike Johanne Becker (1787–1842), Tochter von Rudolph Zacharias Becker, verheiratet. Das Paar hatte vier Söhne und zwei Töchter, darunter Theodor von Hornbostel (1815–1888).